# هيبياس
هذه الصفحة خاصة بالحكيم، إن أردت الذهاب لحاكم أثينا أنظر هيبياس الأثيني
هيبياس الإليسي هو حكيم وفيلسوف في الرياضيات ولد في إليس في منتصف القرن الخامس قبل الميلاد فكان المعاصر الأصغر لبروتاغوراس وسقراط، وكان متعدد المواهب مما جعله ينال احترام الناس لحد جعلهم يرسلونه لمدن عديدة في مهام دبلوماسية. وفي أثينا تصادق مع سقراط ومفكرين آخرين. وكان شاعرا معروفا وكان له تأثير من بعده على الشعراء الآخرين وحاضر في اللغة والتاريخ والسياسة والاقتصاد والفلك وأعماله الأدبية تتضمن مراثي شعرية وتراجيديا وقام بعمل كبير حول هوميروس وجمع الشعر اليوناني ولم يبقى من كتبه إلا شذرات في كتب لكتاب آخرين. زعم بأنه يعتبر مصدرا لكل المواضيع، وألقى محاضرات على الشعر والقواعد والتاريخ والسياسة وعلم الآثار والرياضيات وعلم الفلك. وقد حقق فيها النجاح المالي.
وقد افتخر بأنه كان أكثر شعبية من بروتاغوراس، وأنه تهيأ في أية لحظة لإلقاء خطاب ارتجالي على أي موضوع إلى الجمعية في أولمبيا. وليس هناك شك بقدراته، لكنه بالمثل فقد كان سطحيا بالتأكيد. لم يكن هدفه أن يمنح المعرفة، لكن ليزود تلاميذه بسلاح الحجة، ولجعل عقولهم خصبة في المناقشات على كل المواضيع على حد سواء. ويقال بأنه تبجح بأنه لم يلبس شيئا لم تصنعه يداه. وهناك حواران كتبهما أفلاطون، هيبياس الرئيسي وهيبياس الثانوي، تحتوي على عرض لطرقه، ورغم أن أفلاطون كتب العمل بشيء من المبالغة وذلك لأغراض المناظرات ولكنه كتبه الحوار بمعرفة كاملة عن هيبياس والطبقة التي يمثلها. وورغم أن المؤرخين ينكرون أصالة الحوارين، فلا بد وأنها كتبت من قبل كاتب معاصر (فهي قد ذكرت في أدب القرن الرابع)، وتمثل بلا شك موقف المفكرين الجديين للتأثير المتنامي للسفسطائيين المحترفين. وبلا شك فإن هيبياس قام خدمة حقيقية للأدب اليوناني بالتشديد على معاني الكلمات وقيمة القافية والأسلوب الأدبي. وينسب إليه عمل ممتاز عن هوميروس، ومجموعات الأدب اليوناني والأجنبي، وأطروحات أثرية، لكن لا شيء منها بقي ما عدا بعض الملاحظات الصغيرة. وهو يشكل وصلة بين السفسطائيين العظماء الأوائل، مثل بروتاغوراس وبروديكوس، والجدليات غير المعدودة التي جلبت لأسمائهم سوء السمعة.